# Lösau (Kulmbach)
Lösau (oberfränkisch: Liasa) ist ein Gemeindeteil der Großen Kreisstadt Kulmbach im  Landkreis Kulmbach (Oberfranken, Bayern). Die Gemarkung Lösau hat eine Fläche von 5,086 km². Sie ist in 410 Flurstücke aufgeteilt, die eine durchschnittliche Flurstücksfläche von 12403,77 m² haben. In ihr liegen neben dem namensgebenden Ort die Gemeindeteile Einsiedel, Esbach, Holzmühle und Wehrhaus.

## Geografie
Das Dorf liegt an der Lösau, einem rechten Zufluss der Dobrach. Im Norden befindet sich die bewaldete Anhöhe Lösauer Berg, im Süden der Ziegelhüttener Forst mit dem Ebenberg (476 m ü. NHN). Die Bundesstraße 85 führt über die Holzmühle nach Höferänger (3,4 km südlich) bzw. nach Kirchleus (2,3 km nordwestlich). Eine Gemeindeverbindungsstraße führt nach Esbach (1,6 km nördlich).

## Geschichte
Der Ort wurde 1361 als „Lesen“ erstmals urkundlich erwähnt. Der Ortsname leitet sich von dem slawischen Substantiv Leština (Haselnussgebüsch) ab. Laut dem Landbuch der Herrschaft Plassenberg von 1398 unterstand „Lesein“ der Burggrafschaft Nürnberg. Deren Rechtsnachfolger war das Markgraftum Brandenburg-Kulmbach. 1495 gab es in „Lesaw“ 9 Haushalte.
Gegen Ende des 18. Jahrhunderts gab es in Lösau weiterhin 9 Anwesen (8 Höfe, 1 Sölde). Das Hochgericht übte das bayreuthische Stadtvogteiamt Kulmbach aus. Die Dorf- und Gemeindeherrschaft sowie die Grundherrschaft über alle Anwesen hatte das Kastenamt Kulmbach.
Von 1797 bis 1810 unterstand der Ort dem Justiz- und Kammeramt Kulmbach. Mit dem Gemeindeedikt wurde Lösau dem 1811 gebildeten Steuerdistrikt Kirchleus und der 1812 gebildeten Ruralgemeinde Kirchleus zugewiesen. Mit dem Zweiten Gemeindeedikt (1818) entstand die Ruralgemeinde Lösau, zu der Einsiedel, Esbach, Holzmühle und Wehrhaus gehörten. Sie war in Verwaltung und Gerichtsbarkeit dem Landgericht Kulmbach zugeordnet und in der Finanzverwaltung dem Rentamt Kulmbach (1919 in Finanzamt Kulmbach umbenannt). Ab 1862 gehörte Lösau zum Bezirksamt Kulmbach (1939 in Landkreis Kulmbach umbenannt). Die Gerichtsbarkeit blieb beim Landgericht Kulmbach (1879 in das Amtsgericht Kulmbach umgewandelt). Die Gemeinde hatte eine Gebietsfläche von 5,123 km².
Im Zuge der Gebietsreform in Bayern wurde Lösau am 1. Januar 1976 nach Kulmbach eingemeindet.

### Baudenkmäler
- Haus Nr. 1: Wohnstallhaus
- Haus Nr. 3a: Wohnstallhaus
- Haus Nr. 9: Gasthof Heller

### Einwohnerentwicklung
Gemeinde Lösau
| Jahr      | 1818   | 1840   | 1852   | 1855   | 1861   | 1867   | 1871   | 1875   | 1880   | 1885   | 1890   | 1895   | 1900   | 1905   | 1910   | 1919   | 1925   | 1933   | 1939   | 1946   | 1950   | 1952   | 1961   | 1970   |
| Einwohner | 159    | 150    | 160    | 167    | 170    | 172    | 164    | 163    | 166    | 167    | 159    | 132    | 136    | 144    | 146    | 143    | 137    | 138    | 117    | 170    | 157    | 159    | 123    | 112    |
| Häuser    | 20     |        |        |        |        |        | 22     |        |        | 23     | 25     |        | 23     |        |        |        | 22     |        |        |        | 22     |        | 24     |        |
| Quelle    | [ 10 ] | [ 15 ] | [ 15 ] | [ 15 ] | [ 16 ] | [ 17 ] | [ 18 ] | [ 19 ] | [ 20 ] | [ 21 ] | [ 22 ] | [ 15 ] | [ 23 ] | [ 15 ] | [ 24 ] | [ 15 ] | [ 25 ] | [ 15 ] | [ 15 ] | [ 15 ] | [ 26 ] | [ 15 ] | [ 11 ] | [ 27 ] |

Ort Lösau
| Jahr      | 001809 | 001818 | 001861 | 001871 | 001885 | 001900 | 001925 | 001950 | 001961 | 001970 | 001987 |
| Einwohner | 126 *  | 106 *  | 72     | 88     | 88     | 76     | 75     | 91     | 71     | 75     | 94     |
| Häuser    |        | 10 *   |        |        | 12     | 12     | 12     | 12     | 15     |        | 24     |
| Quelle    | [ 28 ] | [ 10 ] | [ 16 ] | [ 18 ] | [ 21 ] | [ 23 ] | [ 25 ] | [ 26 ] | [ 11 ] | [ 27 ] | [ 1 ]  |

## Religion
Der Ort ist seit der Reformation protestantisch und nach St. Maria Magdalena (Kirchleus) gepfarrt.